# Tanais (Marte)
Tanais  è una caratteristica di albedo della superficie di Marte.